# پتاح‌حتپ
پتاح‌حُتِپ یک مقام اداری مصری باستان در اواخر سده ۲۵ (پیش از میلاد) و اوایل سده ۲۴ (پیش از میلاد) بود.

## زندگی
پتاح‌حُتِپ در زمان سلطنت جدکارع رئیس شهر و نخست وزیر بود. او با نوشتن پندهای اخلاقی پتاه‌هتپ، قطعه‌ای از «ادبیات تعلیمی مصری» شناخته شده که آموزش رفتار مناسب به مردان جوان مصری شناخته شده بود.

## پندهای اخلاقی پتاه‌هتپ
پتاح‌حُتِپ نویسندهٔ کتاب پندهای اخلاقی پتاح‌حُتِپ است که به باور بسیاری از محققان اولین کتاب نوشته شده در تاریخ است؛ در مقام وزیر او دربارهٔ چند موضوع که از مفاهیم عام ادبیات و اخلاق مصری که از الهه ماعت سر نشأت گرفته بود، نوشت.